# Büecke und Hiddingser Schledde
Büecke und Hiddingser Schledde este o arie protejată (arie specială de conservare — SAC, sit de importanță comunitară — SCI) din Germania întinsă pe o suprafață de 190,89 ha, integral pe uscat.

## Localizare
Centrul sitului Büecke und Hiddingser Schledde este situat la coordonatele 51°31′43″N 8°06′51″E / 51.5286°N 8.1142°E.

## Înființare
Situl Büecke und Hiddingser Schledde a fost declarat sit de importanță comunitară în martie 2001 pentru a proteja un număr necunoscut de specii din flora spontană și fauna sălbatică aflate în arealul zonei. Situl a fost protejat și ca arie specială de conservare în iulie 2004.

## Biodiversitate
Situată în ecoregiunea atlantică, aria protejată conține 1 habitat natural: Fânețe de joasă altitudine (Alopecurus pratensis, Sanguisorba officinalis).
La baza desemnării sitului se află un număr nedeclarat de specii protejate.